# Skoki do wody na Mistrzostwach Świata w Pływaniu 2025
Zawody w skokach do wody na 22. Mistrzostwach Świata w Pływaniu odbywały się w dniach 26 lipca – 3 sierpnia 2025 w Singapore Sports Hub, mieszczącym się w Singapurze. Łącznie zostało rozegranych 13 konkurencji.

## Medaliści

### Mężczyźni
| Konkurencja                               | Złoto                                 | Złoto  | Srebro                               | Srebro | Brąz                                              | Brąz   |
| Konkurencja                               | Zawodnik                              | Wynik  | Zawodnik                             | Wynik  | Zawodnik                                          | Wynik  |
| Trampolina 1 m (szczegóły)                | Zheng Jiuyuan · Chiny                 | 443,70 | Osmar Olvera · Meksyk                | 429,60 | Yan Siyu · Chiny                                  | 405,50 |
| Trampolina 3 m (szczegóły)                | Osmar Olvera · Meksyk                 | 529,55 | Cao Yuan · Chiny                     | 522,70 | Wang Zongyuan · Chiny                             | 515,55 |
| Wieża 10 m (szczegóły)                    | Cassiel Rousseau · Australia          | 534,80 | Ołeksij Sereda · Ukraina             | 515,20 | Randal Willars · Meksyk                           | 511,95 |
| Trampolina 3 m synchronicznie (szczegóły) | Chiny · Wang Zongyuan · Zheng Jiuyuan | 467,31 | Meksyk · Juan Celaya · Osmar Olvera  | 449,28 | Wielka Brytania · Anthony Harding · Jack Laugher  | 405,33 |
| Wieża 10 m synchronicznie (szczegóły)     | Chiny · Cheng Zilong · Zhu Zifeng     | 429,63 | NIB Nikita Szlejcher Rusłan Ternowoj | 428,70 | Stany Zjednoczone · Joshua Hedberg · Carson Tyler | 410,70 |

### Kobiety
| Konkurencja                               | Złoto                            | Złoto  | Srebro                                                | Srebro | Brąz                                    | Brąz   |
| Konkurencja                               | Zawodniczka                      | Wynik  | Zawodniczka                                           | Wynik  | Zawodniczka                             | Wynik  |
| Trampolina 1 m (szczegóły)                | Maddison Keeney · Australia      | 308,00 | Li Yajie · Chiny                                      | 290,25 | Chiara Pellacani · Włochy               | 270,80 |
| Trampolina 3 m (szczegóły)                | Chen Yiwen · Chiny               | 389,70 | Chen Jia · Chiny                                      | 356,40 | Chiara Pellacani · Włochy               | 323,20 |
| Wieża 10 m (szczegóły)                    | Chen Yuxi · Chiny                | 430,50 | Pauline Pfeif · Niemcy                                | 367,10 | Xie Peiling · Chiny                     | 358,20 |
| Trampolina 3 m synchronicznie (szczegóły) | Chiny · Chen Jia · Chen Yiwen    | 325,20 | Wielka Brytania · Yasmin Harper · Scarlett Mew Jensen | 298,35 | Meksyk · Lía Cueva · Mía Cueva          | 294,36 |
| Wieża 10 m synchronicznie (szczegóły)     | Chiny · Chen Yuxi · Zhang Minjie | 349,26 | Meksyk · Gabriela Agúndez · Alejandra Estudillo       | 304,80 | Korea Północna · Jo Jin-mi · Kim Mi-hwa | 293,34 |

### Konkurencje mieszane
| Konkurencja                                              | Złoto                                                    | Złoto  | Srebro                                                                      | Srebro | Brąz                                                           | Brąz   |
| Konkurencja                                              | Zawodniczka / Zawodnik                                   | Wynik  | Zawodniczka / Zawodnik                                                      | Wynik  | Zawodniczka / Zawodnik                                         | Wynik  |
| Trampolina 3 m synchronicznie par mieszanych (szczegóły) | Włochy · Matteo Santoro · Chiara Pellacani               | 308,13 | Australia · Cassiel Rousseau · Maddison Keeney                              | 307,26 | Chiny · Cheng Zilong · Li Yajie                                | 305,70 |
| Wieża 10 m synchronicznie par mieszanych (szczegóły)     | Chiny · Zhu Yongxin · Xie Peiling                        | 323,04 | Korea Północna · Choe Wi-hyon · Jo Jin-mi                                   | 322,98 | NIB Aleksandr Bondar Anna Konanychina                          | 311,88 |
| Konkurs drużynowy (szczegóły)                            | Chiny · Cheng Zilong · Chen Yiwen · Cao Yuan · Chen Yuxi | 466,25 | Meksyk · Osmar Olvera · Randal Willars · Alejandra Estudillo · Zyanya Parra | 426,30 | Japonia · Reo Nishida · Sho Sakai · Rin Kaneto · Sayaka Mikami | 409,65 |

## Klasyfikacja medalowa
*   Gospodarz ( Singapur)
| Miejsce | Reprezentacja                        | Złoto | Srebro | Brąz | Razem |
| ------- | ------------------------------------ | ----- | ------ | ---- | ----- |
| 1       | Chiny                                | 9     | 3      | 4    | 16    |
| 2       | Australia                            | 2     | 1      | 0    | 3     |
| 3       | Meksyk                               | 1     | 4      | 2    | 7     |
| 4       | Włochy                               | 1     | 0      | 2    | 3     |
| 5       | Niezależni sportowcy neutralni (NIB) | 0     | 1      | 1    | 2     |
| 5       | Korea Północna                       | 0     | 1      | 1    | 2     |
| 5       | Wielka Brytania                      | 0     | 1      | 1    | 2     |
| 8       | Niemcy                               | 0     | 1      | 0    | 1     |
| 8       | Ukraina                              | 0     | 1      | 0    | 1     |
| 10      | Stany Zjednoczone                    | 0     | 0      | 1    | 1     |
| 10      | Japonia                              | 0     | 0      | 1    | 1     |
| Razem   | Razem                                | 13    | 13     | 13   | 39    |